# اسوین کنوتسون
اسوین کنوتسون (انگلیسی: Svein Knutsson؛ c. ۱۰۱۶ – ۱۰۳۵ (۱۸−۱۹ سال)) یک پادشاه نروژ اهل دانمارک بود.